# Schistophyle
Schistophyle är ett släkte av fjärilar. Schistophyle ingår i familjen mätare.
Kladogram enligt Catalogue of Life:
| Schistophyle | \| \| Schistophyle falcifera \| \| \| \| \| \| Schistophyle horishana \| \| \| \| |
|              | \| \| Schistophyle falcifera \| \| \| \| \| \| Schistophyle horishana \| \| \| \| |
|              | Schistophyle falcifera                                                            |
|              |                                                                                   |
|              | Schistophyle horishana                                                            |
|              |                                                                                   |